# Oude Zijpe (schip, 1711)
De Oude Zijpe (of Oude Sype) was een schip van de Vereenigde Oostindische Compagnie uit de 18e eeuw dat werd gebouwd in opdracht van de Kamer van Hoorn.
Het schip was een fluitschip (fluytschip, fluyt), een lang type zeilschip met drie masten, een platte bodem, een brede buik, een smal dek en een ronde achtersteven. Het werd hoofdzakelijk gebruikt om vracht te vervoeren. 
Het schip werd in 1711 gebouwd op de VOC-werf in Hoorn en voer vanaf 19 januari 1712 tot 1714 op Batavia. Begin 1717 verging het schip in de omgeving van Mauritius tijdens de reis naar Ceylon.
Aagtekerke · Akerendam · Amsterdam · Arnhem · Batavia · Bleijenburg · Concordia · De Dry Heuvels · De Dry Papegaijtiens · Dromedaris · Duyfken · Eendracht · Eendraght · Fortuyn · Geldermalsen · Gouden Buys · Goudriaan · 't Gulden Zeepaert · Halve Maen · Hof van Zeelandt · Hollandia · Landskroon · Leeuwin · Magdalena · Mauritius · Meermin · Midloo · Negotie · Nieuw Hoorn · Nieuwvliet · Nijenburg · Oude Zijpe (1711) · Oude Zijpe (1740) · Prins Willem · Rarop · Ravenstein · Ridderschap van Holland · Saerdam · Schiedam · Valkenbos · Vergulde Draeck · 't Vliegend Hert · Voetboog · Wapen van Amsterdam · 't Wapen van Hoorn · Westerbeek · Wimmenum · Zuytdorp · Zeewijk